# Teatro académico nacional de opereta de Kiev
El teatro académica nacional de opereta de Kiev (en ucraniano: Київський національний академічний театр оперети) es un teatro nacional ubicado en el centro de Kiev, Ucrania.

## Historia
El edificio fue construido en 1901 y desde 1907 se ubicó en el edificio la Casa de la Trinidad Popular, dirigido por el actor y director Panas Saksaganski. En 1922, con la llegada de Maria Zankovetska a la Casa de la Trinidad, el edificio pasó a llamarse en su honor. El teatro académico de opereta de Kiev fue fundado en 1934 y era conocido como el teatro de comedia musical de Kiev hasta que recibió su nombre actual en 1996.
La reconstrucción moderna del teatro fue diseñada por un grupo de arquitectos del Instituto Dipromista de Kiev bajo la dirección del premio Nacional Tarás Shevchenko Ernest Bykov.

## Espectáculos
A lo largo de los años, el teatro ha acogido a importantes actores y directores, entre ellos Alekséi Riabov, Vera Novinskaya, el grupo Loiko, Mikola Blashchuk, Matvei Presman y Dmitro Shevtsov.
En los tiempos modernos, además de las tradicionales operetas populares, el teatro también presenta musicales, representaciones musicales, representaciones musicales y plásticas y programas de espectáculos. Casi todas las temporadas, el equipo de la opereta de Kiev prepara un estreno (o varios estrenos). 